# Evelynn M. Hammonds
Evelynn Maxine Hammonds (Atlanta, 2 de janeiro de 1953) é uma feminista e acadêmica americana. Ela é a professora Barbara Gutmann Rosenkrantz de História da Ciência e professora de estudos africanos e afro-americanos na Universidade de Harvard e ex-reitora da Universidade Harvard. As interseções de raça, gênero, ciência e medicina são tópicos de pesquisa relevantes em seus trabalhos publicados. Hammonds formou-se em engenharia e física. Antes de obter seu PhD em História da Ciência em Harvard, ela era programadora de computador. Ela começou sua carreira de professora no Instituto de Tecnologia de Massachusetts, depois se mudou para Harvard. Em 2008, Hammonds foi nomeada reitora, a primeira afro-americana e a primeira mulher a chefiar o Colégio. Ela voltou ao ensino em tempo integral em 2013.

## Primeiros anos e educação
Filha de Evelyn Baker Hammonds e William Hammonds Jr, Hammonds nasceu em Atlanta, capital da Geórgia, em 2 de janeiro de 1953. Sua mãe era professora e seu pai, carteiro. Seu pai aspirava a se tornar um engenheiro, depois de estudar química e matemática, mas não pôde frequentar o segregado Instituto de Tecnologia da Geórgia. Evelynn M. Hammonds se interessou por história e ciência como estudante na Collier Heights Elementary School em Atlanta e esse interesse foi fomentado por uma exposição precoce à ciência por meio de seus pais. Sua vida escolar no ensino secundário foi interrompida pela integração e discriminação, forçando-a a mudar da Charles Lincoln Harper High School para a Daniel McLaughlin Therrell High School em 1967. Depois de sofrer discriminação de alunos e professores, ela concluiu o ensino médio na Southwest High School.
Após adquirir uma bolsa de estudos da National Merit Scholar, Hammonds frequentou o Spelman College, onde se matriculou em um programa conjunto de engenharia com o Instituto de Tecnologia da Geórgia. Em 1976, ela se formou em ambas as universidades com graduação em Física e Engenharia Elétrica, respectivamente. Quando era estudante, ela passou dois verões trabalhando no Bell Labs por meio de um programa de bolsas de pesquisa que recrutava minorias nas ciências. O programa forneceu orientação estruturada e colocação dentro de um grupo de laboratório, e ela lembra: "(...) foi minha primeira exposição ao mundo da grande ciência. Isso teve um efeito profundo em mim e eu realmente queria me sair bem." Foi durante seu trabalho aqui que ela foi publicada pela primeira vez e tornou-se amiga de Cecilia Conrad. Conrad levou Hammonds para Boston, já que Conrad era aluno do Wellesley College na época, e eles visitaram o campus do MIT juntos, o que impressionou Hammonds e a inspirou. Então, por causa da Society of Physics Students no Spelman College, Hammond foi apresentado a Shirley Ann Jackson e Ronald McNair. Ela lembra que Jackson foi, "a primeira mulher negra que conheci que era física, e (...) ela foi para o MIT, então foi assim que decidi que [MIT] era o único lugar que eu queria ir."
Após a formatura, ela frequentou o Instituto de Tecnologia de Massachusetts (em inglês: MIT) para um programa de doutorado, mas deixou o curso no início de 1980, obtendo um mestrado em física. Ao deixar o ambiente acadêmico, ela começou uma carreira de cinco anos como engenheira de software, mas achou que isso não era desafiador e voltou para a Universidade de Harvard. Em 1993, concluiu o doutorado em História da Ciência.

## Carreira
Após a formatura em Harvard, Hammonds foi convidada para dar aulas no MIT. Enquanto estava lá, ela foi a diretora fundadora do centro do MIT para o Estudo da Diversidade em Ciência, Tecnologia e Medicina. Além disso, também ajudou a organizar a primeira conferência acadêmica nacional para acadêmicas negras, Black Women in the Academy: Defending Our Name 1894-1994, uma conferência nacional convocada no MIT em 1994 para abordar questões históricas e contemporâneas enfrentadas por mulheres afro-americanas em academia.
Em 2002, voltou para Harvard e ingressou como professora nos departamentos de História da Ciência e de Estudos Africanos e Afro-Americanos. Ela recebeu o título de reitora do Harvard College em 2008 e foi a quarta mulher negra a receber posse na Faculdade de Artes e Ciências da Universidade de Harvard. Antes disso, Hammonds havia atuado como o primeira vice-reitora sênior do Desenvolvimento e Diversidade do corpo docente de Harvard.
Em fevereiro de 2022, Hammonds foi uma dos 38 professores de Harvard a assinar uma carta ao Harvard Crimson defendendo o professor John Comaroff, que havia violado as políticas de conduta sexual e profissional da universidade. A carta defendia Comaroff como "um excelente colega, conselheiro e cidadão universitário comprometido" e expressava consternação por ter sido sancionado pela universidade. Depois que os alunos entraram com uma ação com alegações detalhadas das ações de Comaroff e da falha da universidade em responder, Hammonds foi uma das várias signatárias a dizer que desejava retirar sua assinatura.

### Pesquisas
A pesquisa de Hammonds concentra-se na intersecção entre ciência, medicina e raça. Muitos de seus trabalhos analisam gênero e raças na perspectiva da ciência e da medicina. Ela está preocupada em como a ciência examina a variação humana através da raça. Hammonds estuda principalmente o período do século XVII até o presente, enquanto se concentra na história das doenças e no feminismo afro-americano. Em 1997, o artigo de Hammond "Toward a Genealogy of Black Female Sexuality: The Problematic of Silence" foi publicado em Feminist Theory and the Body: A Reader. Neste artigo, Hammond enfoca a intersecção da sexualidade feminina negra e AIDS. Ela argumenta que a sexualidade feminina negra (do século XIX até o presente) foi formada em exata oposição à das mulheres brancas. Ela argumenta que, historicamente, muitas feministas negras falharam em desenvolver um conceito de sexualidade feminina negra. Hammonds então discute as limitações da sexualidade das mulheres negras e como isso afeta as mulheres negras com AIDS.
Hammonds acredita que as mulheres negras são capazes de mais do que sua definição socialmente aceitável de sua própria sexualidade, mas ainda assim são incapazes de expressá-la. Isso é consequência da incapacidade das mulheres negras de definir a sexualidade em seus próprios termos. Ela data os primeiros registros dessas definições no início do século XIX com Sarah Baartman como a "Vênus Hotentote". Esta era uma mulher negra que foi exposta e vista como vulgar porque tinha partes anatômicas do corpo maiores do que as de suas contrapartes brancas. Hoje, ainda vemos a continuação dos efeitos da associação da mulher negra com a sexualidade descontrolada. Isso se deveu em grande parte à comparação de mulheres negras com mulheres brancas vitorianas. As mulheres negras eram vistas como hipersexuais. A sociedade branca pensava que a sexualidade feminina negra minava a moral e os valores de sua sociedade.
Durante o final do século XIX e início do século XX, as mulheres negras reformadoras estavam empenhadas em desenvolver uma nova definição da sexualidade feminina negra. Essa nova definição era uma imagem de uma mulher negra super moral para se alinhar com as mulheres vitorianas super morais. Essas mulheres negras estavam empenhadas em desconstruir a noção hipersexual da sexualidade feminina negra. Hammonds argumenta que, ao silenciar a voz da mulher negra, os reformadores oprimiram as mulheres negras sem desconstruir a noção da conotação hipersexual.
Hammonds afirma que, para que as mulheres negras sejam livres da opressão, as mulheres negras devem reivindicar sua sexualidade. A definição da sexualidade feminina negra sempre foi definida por um grupo externo olhando para dentro, primeiro por homens brancos e depois por mulheres brancas. As mulheres negras devem definir sua própria sexualidade para superar a opressão. Ela afirma que esse silêncio repetido tornou-se uma noção de "invisibilidade" para descrever a vida das mulheres negras. Mesmo as mulheres com prestígio na academia ainda estão sob invisibilidade quando são informadas sobre quais assuntos podem e não podem palestrar. Hammonds continua a estender a "invisibilidade" das mulheres negras ao campo da medicina e da ciência. As mulheres negras foram oprimidas por tantos anos que estereótipos negativos foram formados sobre mulheres negras e agora para mulheres negras com AIDS. Esses estereótipos criaram um vazio entre as mulheres negras com AIDS e a sociedade. O público continua a colocar as mulheres negras no estereótipo de hipersexuais e as mulheres negras com AIDS são forçadas a lidar com essa opressão.
Em 1995, Hammonds, juntamente com outras feministas negras, incluindo Angela Davis, Barbara Ransby e Kimberlé Crenshaw, formaram uma aliança chamada "Agenda Afro-Americana 2000" para se opor à Marcha do Milhão de Homens de Louis Farrakhan, por causa da preocupação de que isso aumentaria o sexismo masculino negro.

### Escândalo de busca por e-mail em Harvard
Em março de 2013, Hammonds e o reitor da Faculdade de Artes e Ciências de Harvard, Michael D. Smith, anunciaram que haviam ordenado uma busca nos registros de e-mail dos administradores de Harvard para identificar se indivíduos haviam vazado informações para a mídia sobre a investigação da universidade sobre o crime de 2012. Escândalo de trapaça em Harvard. Hammonds e Smith perguntaram aos administradores se eles vazaram alguma informação para alguém, em resposta ao The Crimson publicar uma descrição de um e-mail interno sobre o escândalo de trapaça e a elegibilidade dos atletas. Nenhum administrador se apresentou; Hammonds e Smith informaram a esses administradores que seria necessária uma investigação adicional. Em resposta, a Hammonds ordenou uma busca por e-mail e identificou o indivíduo responsável por disseminar essas comunicações internas por e-mail.
Em abril, Hammonds anunciou que sua declaração anterior não havia sido completa porque ela não conseguiu se lembrar de uma segunda pesquisa por e-mail, desta vez da conta do reitor residente específico de Allston Burr responsável pelo vazamento. Hammonds não informou Smith sobre esta segunda busca, violando a política de privacidade de e-mail da Faculdade de Artes e Ciências.
The Harvard Crimson convocou Hammonds a renunciar. Então, em 28 de maio, Hammonds anunciou que renunciaria para liderar um novo programa de pesquisa de Harvard sobre raça e gênero na ciência. Hammonds disse que sua decisão de renunciar não estava relacionada ao incidente de busca por e-mail.
Uma revisão que a universidade encomendou a um escritório de advocacia externo, divulgada em julho de 2013, concluiu que "Administradores da FAS agindo de boa fé realizaram [as buscas de e-mail] para prosseguir e concluir os processos disciplinares do Conselho Administrativo e para proteger o confidencialidade desse processo".

### Obras em destaque
- Childhood's Deadly Scourge: The Campaign to Control Diphtheria in New York City, 1880 – 1930 (em inglês). (1999, Johns Hopkins University Press)
- The Nature of Difference: Sciences of Race in the United States from Jefferson to Genomics (em inglês). (2008, MIT Press)
- The Harvard Sampler: Liberal Education for the Twenty-first Century (em inglês). (2011, Harvard University Press)
- The Dilemma of Classification: The Past in the Present (em inglês). (2011, Rutgers University Press)[20]

## Prêmios e honrarias
- Homenageada pelos estudantes LGBTQ de Harvard no "Prêmio Evelynn Hammonds de Serviço Excepcional à Inclusão BGLTQ+" da Graduate School of Arts and Sciences Association, 2021;[21]
- Eleito membro da Academia Americana de Artes e Ciências, 2021;[22]
- Eleição para o Conselho de Administração do Bates College, 2018;[23]
- Prêmio do Fundador, Comitê de Advogados para Direitos Civis e Justiça Econômica, 2014;[24]
- Spelman College Ida B. Wells-Barnett Distinguished Lecturer, 2013;[25]